# Marihuana (película de 1950)
Marihuana es una película de Argentina dirigida por León Klimovsky y estrenada el 27 de septiembre de 1950. La película entró en el Festival de Cannes de 1951.

## Argumento
Una mujer es asesinada y su esposo, Pablo Urisote, un prestigioso cirujano, decide encontrar al asesino. Descubre que su esposa era adicta a la marihuana, e investiga en el mundo de esa droga para encontrar a los culpables. Esto lo obliga a consumir para ganar la confianza de los traficantes, y luego se ve tentado de seguir consumiendo, pero su firme decisión y una mujer a quien conoce durante esa investigación evitan su adicción a la marihuana.

## Reparto
- Pedro López Lagar - Dr. Pablo Urioste
- Fanny Navarro - Marga Quiroga
- Golde Flami - Aída
- Nathán Pinzón - Sopita
- Eduardo Cuitiño - Jefe de la banda
- Alberto de Mendoza - Teniente DeLuca
- Gilberto Peyret - Inspector Olivera
- Roberto Durán - Diego
- Héctor Quintanilla - Chevrolet
- Pilar Gómez - Amelia
- Ángel Prío
- Cecilia Ingenieros
- Elsa Márquez
- Juan Carrara
- Jesús Pampín - Hombre en Congreso
- Alberto Rinaldi
- Alberto Barcel - Dr. Piñeyro
- Warly Ceriani - Director
- Mauricio Espósito
- Leticia Lando
- Gloria Castilla
- Domingo Mania - Dr. Portal
- Juan Fava
- Adolfo Lauria
- China Navarro
- Osvaldo Cabrera
- Rafael Diserio - Dueño de la boite
- Jorge Villoldo - Portero
- Alfredo Almanza